# Sthenurus
Sthenurus («cola fuerte» en griego) es un género extinto de canguro estenurino. Con una longitud de cerca de 3 metros, algunas especies eran el doble de grandes que las especies modernas de canguros. Sthenurus estaba emparentado con el mejor conocido Procoptodon.

## Hábitats fósiles

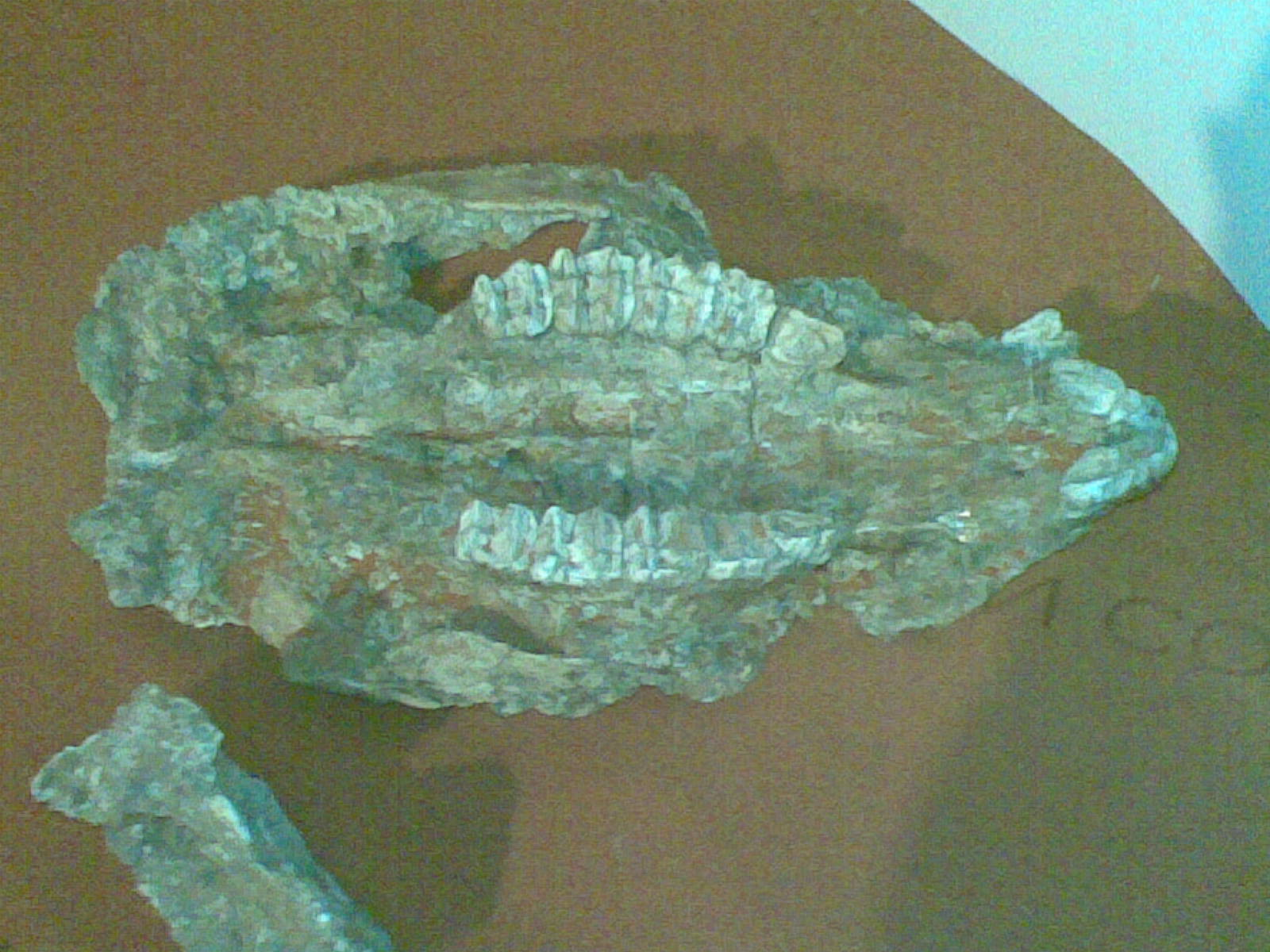
Vista palatal de un cráneo de Sthenurus sp.

La investigación realizada por Darren R. Gröcke de la Universidad de Monash analizó las dietas de la fauna en varios sitios fósiles en Australia del Sur, usando un análisis de isótopos del carbono estables 13C/12C de colágeno. Él encontró que en las localidades más antiguas como Cooper Creek Sthenurus sp. estaba adaptado a una dieta de hojas y ramas (ramoneador). Esto gracias al clima húmedo presente en el período que va de 132.000 a 108.000 años (datado con termoluminiscencia y uranio), el cual permitió el desarrollo de una variada cubierta vegetal. 
En el sitio fósil Baldina Creek de hace 30.000 años (datado con carbono 14), el género se había adaptado a una dieta de pastos. En esta época el área consistía en pastizales abiertos con algunos árboles dispersos, cuando el continente era más seco que en la actualidad. Pero en los sitios Dempsey's Lake (hace 36-25,000 años) y Rockey River (19,000 años, datado con carbono 14), su dieta consistía tanto en pastos como en hojas. Esto puede reflejar un período con un clima más húmedo. Sin embargo, la anatomía general del género no muestra adaptaciones para consumir la vegetación de distinta dureza como pastos, arbustos y árboles.
En el sitio de Cuddie Springs también se hallaron otras especies como el ave no voladora Genyornis, el actual canguro rojo, el gran Diprotodon y humanos entre otros.

## Anatomía

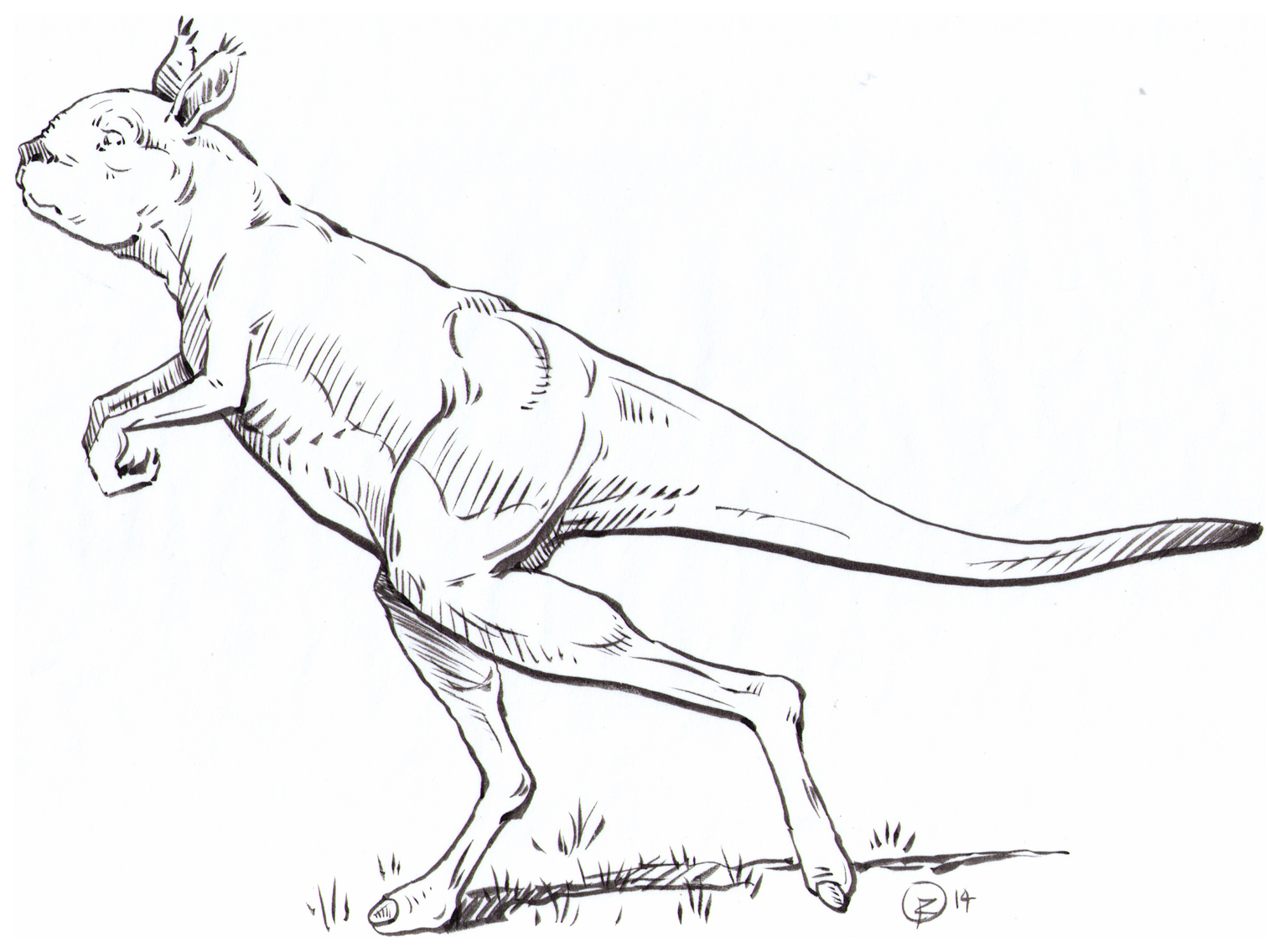
S. stirlingi en postura de caminar.

Se caracterizaba por tener una cola más corta y robusta que la de las especies actuales de canguros, y por tener un solo dedo en el pie (monodactilia) en vez de tres como el canguro rojo. En el extremo del pie se encontraba una pequeña garra en forma de pezuña adaptada al terreno plano; se considera que este dedo era el cuarto.
Su estructura esquelética era muy robusta con poderosos miembros posteriores, una pelvis ancha, brazos y falanges más largos que los de las especies modernas y un cuello corto. Sus huesos de las falanges en sus dedos de la mano pueden haber sido usados para recoger vástagos y ramas de las plantas. Estas adaptaciones peculiares para la dieta ramoneadora se encuentran sobre todo en la especie S. occidentalis, pero otras especies eran probablemente de pastoreo.
Poseían un cráneo corto y alto en el cual los ojos se situaban hacia adelante, permitiéndole una visión estereoscópica.
Sus dientes eran muy resistentes y estaban recubiertos de una gruesa capa de esmalte, útil para consumir vegetación dura y tenían un distintivo patrón de estrías.
Se estima que la masa corporal de la mayor especie sería de dosciento cuarenta kilogramos, lo cual es cerca de tres veces el tamaño de los mayores canguros actuales. Debido a su gran altura y peso, es posible que los miembros del género no saltaran como forma de locomoción sino que desarrollaran una forma de caminata bípeda, algo similar a la de los humanos. Esta postura sería realizada a bajas velocidades dado que saltar a baja velocidad constituiría una pérdida de energía. El salto bípedo o la postura pentápoda parece que ya no eran opciones disponibles para estos grandes canguros.

## Interacción con los humanos
En la evidencia recuperada en el sitio de Cuddie Springs de acuerdo con Judith Field y Richard Fullagerit (citados en Macey, 2003) se ha conocido que los aborígenes australianos residieron en el mismo hábitat que Sthenurus y varias otras especies de animales hoy extintas. Sin embargo en esta localidad no se han encontrado herramientas específicas para la caza, hallándose en cambio utensilios para separar la carne de los huesos, inferido de los residuos de sangre dejados en las herramientas de piedra. Se desconoce si las herramientas de caza hechas de madera como el bumerán y las lanzas no se preservaron o no fueron usadas por los pobladores de esa localidad en esa época.

### Material digital
- Gavin Prideaux, "Systematics and Evolution of the Sthenurine Kangaroos" (April 1, 2004). UC Publications in Geological Sciences. Paper vol_146.